# راکپورت، شهرستان پارک، ایندیانا
راکپورت (به انگلیسی: Rockport) یک منطقهٔ مسکونی در ایالات متحده آمریکا است که در ایندیانا واقع شده‌است. راکپورت ۱۴۹٫۹۶ متر بالاتر از سطح دریا قرار دارد.